# Người da trắng thượng đẳng
Người da trắng thượng đẳng là một hệ tư tưởng phân biệt chủng tộc dựa vào niềm tin, và quảng bá niềm tin đó, rằng người da trắng cao cấp hơn trong một số đặc tính, đặc điểm so với những người từ các chủng tộc khác và vì thế dân da trắng nên cai trị về mặt chính trị, kinh tế và xã hội những người da màu. Thuật ngữ này cũng thường được sử dụng để mô tả một ý thức hệ chính trị mà làm kéo dài và duy trì sự ưu thế về xã hội, chính trị, lịch sử và/hoặc công nghiệp của người da trắng (bằng chứng là các cấu trúc chính trị xã hội lịch sử và đương đại như Buôn bán nô lệ Đại Tây Dương, luật Jim Crow ở Hoa Kỳ, và sự phân biệt chủng tộc ở Nam Phi.
Các hình thức khác nhau của ý thức hệ Người da trắng thượng đẳng đặt ra các khái niệm khác nhau ai được coi là người da trắng, và các nhóm người cho người da trắng là thượng đẳng có xác định khác nhau nhóm chủng tộc và văn hóa nào là kẻ thù chính của họ. nhóm người cho là người da trắng là thượng đẳng thường chống đối người da màu, những người nhập cư, người Do Thái, và người Công giáo.

## Nước Đức

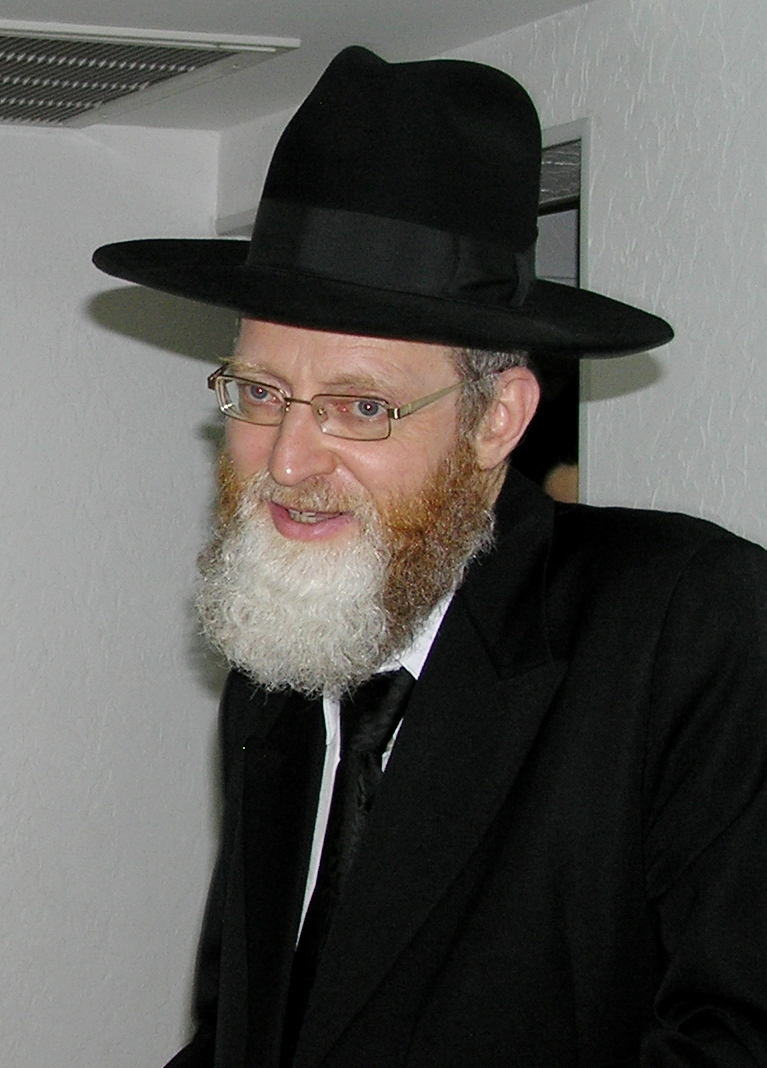
Người Do Thái được miêu tả là thuộc chủng tộc Semetic thời Đức Quốc Xã

Chủ nghĩa Đức Quốc Xã thúc đẩy ý tưởng về một dân tộc Đức thượng đẳng ưu tú vượt trội hoặc một chủng tộc Aryan ở Đức vào đầu thế kỷ 20. Những quan niệm về quyền tối thượng của người da trắng và ưu thế chủng tộc của người Aryan được kết hợp vào thế kỷ 19, với những người theo chủ nghĩa người da trắng thượng đẳng duy trì niềm tin rằng người da trắng là thành viên của một chủng tộc Aryan "cao cấp" ưu tú thượng đẳng hơn các chủng tộc khác, đặc biệt là người Do Thái được miêu tả là "chủng tộc Semetic" (Xê-mít), Slavs và Gypsies (Di-gan), mà những người thuộc chủng tộc này liên quan đến thứ "văn hoá vô ích suy đồi".
Arthur de Gobineau, một nhà lý thuyết sắc tộc và quý tộc người Pháp, đã đổ lỗi cho sự sụp đổ chế độ cổ xưa ở Pháp về sự suy thoái chủng tộc do sự lai giống với các sắc tộc, mà ông cho là đã hoàn toàn phá hủy sự tinh khiết của chủng tộc Bắc Âu hoặc chủng tộc gốc Đức. Các lý thuyết của Gobineau, vốn gây hấp dẫn mạnh mẽ ở Đức, đã nhấn mạnh sự tồn tại của một cực phân cực không thể hòa giải giữa các dân tộc Aryan hoặc các dân tộc gốc Đức và văn hoá Do Thái.
Lời tung hô ca ngợi của Đức đối với chủ nghĩa phân biệt chủng tộc trong thể chế của Hoa Kỳ, trước đây được tìm thấy trong cuốn Mein Kampf của Hitler, và tiếp diễn trong suốt những năm đầu của thập kỷ 1930, và các luật sư gốc Nazi chủ yếu là những người ủng hộ việc sử dụng các mô hình Mỹ. Luật chủng tộc dựa trên luật pháp về quyền công dân Mỹ và luật chống ngược đãi (không liên quan đến chủng tộc) trực tiếp truyền cảm hứng cho hai luật về chủng tộc chính của Nuremberg là Luật Công dân và Luật Huyết Thống.
Để bảo vệ và gìn giữ chủng tộc Aryan hoặc Bắc Âu, Đức Quốc xã đã đưa Luật Nuremberg vào năm 1935, cấm các mối quan hệ tình dục và hôn nhân giữa người Đức và người Do Thái, và sau đó giữa Đức và Romani và Slavs. Đức quốc xã sử dụng lý thuyết di truyền Mendel để lập luận rằng các đặc điểm xã hội là bẩm sinh, tuyên bố rằng có một tính chất chủng tộc liên quan đến một số đặc điểm chung như tính sáng tạo hay hành vi phạm tội. Theo báo cáo hàng năm của cơ quan tình báo nội bộ Đức, Văn phòng Liên bang về Bảo vệ Hiến pháp, tại thời điểm đó có 26.000 người thuộc phe cánh hữu cực đoan sinh sống ở Đức, trong đó có 6000 người theo chủ nghĩa tân đức quốc xã.